# 克拉珀姆交匯站
克拉珀姆交匯站（英語：Clapham Junction railway station）是一座位於倫敦旺茲沃思區巴特錫的鐵路車站。
大部份來往倫敦兩座最繁忙的鐵路總站──滑鐵盧站及維多利亞站──的列車都經過該站。此外，兩條倫敦地上鐵的環市路線──西倫敦線及東倫敦線亦在此站交會。因此，該站是英國以至歐洲最繁忙的鐵路車站之一，即使在非繁忙時間，每小時仍有超過一百班列車停靠。